# André Gago
André Nuno de Araújo Laires Mendes Gago (* 13. Juni 1964 in Lissabon) ist ein portugiesischer Schauspieler. Er ist auch als Synchronsprecher, Übersetzer, Schriftsteller, Künstler und Theaterregisseur tätig, zudem lehrt er Schauspielkunst, rezitiert Poesie und stellt gelegentlich seine Sammlung von Theatermasken öffentlich aus.

## Werdegang
Er erhielt seine Schauspielausbildung am Teatro da Comuna in Lissabon, wo er erstmals im April 1984 unter seinem ursprünglichen Künstlernamen André Nuno auf der Bühne stand, im Stück Marat von Peter Weiss, inszeniert von Comuna-Gründer João Mota. In dessen weiteren Inszenierungen von Stoffen Gil Vicentes und Abel Neves trat er dort bis zum Sommer 1985 auf.
1987 ging er ans Theatro Circo nach Braga, zudem spielte er an verschiedenen Theatern in Lissabon und Portalegre. 1989 begann er sich daneben für Theatermasken zu interessieren und lernte Maskentechnik bei Filipe Crawford an der bedeutenden Gulbenkian-Stiftung. 1993 belegte er den Lehrgang Master di Commedia dell´Arte bei Ferruccio Soleri am Piccolo Teatro in Mailand.
Nach einem ersten Fernsehfilm 1984 trat er gelegentlich, ab den frühen 1900er Jahren auch häufiger im Fernsehen auf. Seine fortan reduzierten Theatertätigkeiten führten ihn u. a. an das Teatro Nacional D. Maria II und das Teatro da Trindade (1994).
Einem breiten Publikum wurde er in den 1990er Jahren durch seine Rollen in Telenovelas und Serien bekannt, beginnend vor allem mit Cinzas (1992). Doch auch im Kino Portugals war er weiter aktiv und arbeitete u. a. mit Manoel de Oliveira und João César Monteiro.
2001 veröffentlichte er die Erzählung O Circo da Lua, die von der portugiesischen Schriftstellervereinigung Associação Portuguesa de Escritores ausgezeichnet wurde. Es folgten weitere Bücher, darunter auch Übersetzungen ausländischer Theaterstücke.
2004 gründete er das Teátro Instável, wo er seither auch inszeniert, teils eigene oder von ihm übersetzte Stücke.

## Rezeption
Gago gilt als renommierter Schauspieler, der sich dabei selten in den Vordergrund stellt. Die portugiesische Öffentlichkeit nimmt ihn jedoch überwiegend als markantes Telenovela-Gesicht wahr und er taucht gelegentlich in den Klatschspalten auf, etwa nach seinem kurzzeitigen Krankenhausaufenthalt 2016.
In Fachkreisen wurde er als reger Theaterschauspieler und als talentierter Filmschauspieler in Nebenrollen in Portugal und gelegentlich auch in Frankreich wahrgenommen, blieb jedoch mit seiner ersten Hauptrolle in Solo de Violino (1990, Regie Monique Rutler) eher glücklos und wurde danach selten in Hauptrollen besetzt.
Seit den 2000er Jahren wurde er auch als Schriftsteller und Übersetzer wahrgenommen.

## Filmografie (Auswahl)
- 1984: Morte d´Homem (Fernsehfilm, R: Luís Filipe Costa)
- 1990: Non oder Der vergängliche Ruhm der Herrschaft (R: Manoel de Oliveira)
- 1990: Solo de Violino (R: Monique Rutler)
- 1992: Quase (Mário de Sá Carneiro) (Fernsehfilm, R: Francisco Manso)
- 1992: Aqui D´El Rei (R: António-Pedro Vasconcelos); Synchronstimme für Jean-Pierre Cassel
- 1992: Auf Wiedersehen, Prinzessin (Adeus Princesa, R: Jorge Paixão da Costa); Synchronstimme für Jacques Gamblin
- 1995: Une femme dans la tourmente (Fernsehfilm, R: Serge Moati)
- 1995: Die göttliche Komödie (A Comédia de Deus, R: João César Monteiro)
- 1996: Primeiro Amor (Telenovela)
- 1996–1997: Vidas de Sal (Telenovela)
- 1999–2000: A Lenda da Garça (Telenovela)
- 2002: Sonhos Traídos (Telenovela)
- 2002: Um Estranho em Casa (Telenovela)
- 2002: La balsa de piedra (R: George Sluizer)
- 2005: Clube das Chaves (TV-Serie)
- 2007: Julgamento (R: Leonel Vieira)
- 2008–2009: Vila Faia (Telenovela)
- 2011: Je m'appelle Bernadette (R: Jean Sagols)
- 2013: Odysseus (Fernsehserie, R: Stéphane Giusti)
- 2015: A Única Mulher (Telenovela)
- 2015–2016: Coração d'Ouro (Telenovela)
- 2016: O Segredo das Pedras Vivas  (R: António de Macedo)
- 2018: Der Lissabon-Krimi (ARD-Krimiserie)
- 2018: Ruth (R: António Pinhão Botelho)
- 2018: The Third Charm (Fernsehserie)
- 2018–2019: Valor da Vida (Fernsehserie)
- 2018–2020: Onde Está Elisa? (Fernsehserie)
- 2021: Bis dass das Leben uns scheidet (Fernsehserie)
- 2022: A Rainha e a Bastarda (Fernsehserie)
- 2023: O Crime do Padre Amaro (Miniserie)
- 2023: Eine Prise Portugal (A Pinch of Portugal, Fernsehfilm, R: Clare Niederpruem)
- 2024: Senhora do Mar (Telenovela)